# Bagheera
Pour les articles homonymes, voir Bagheera (homonymie).

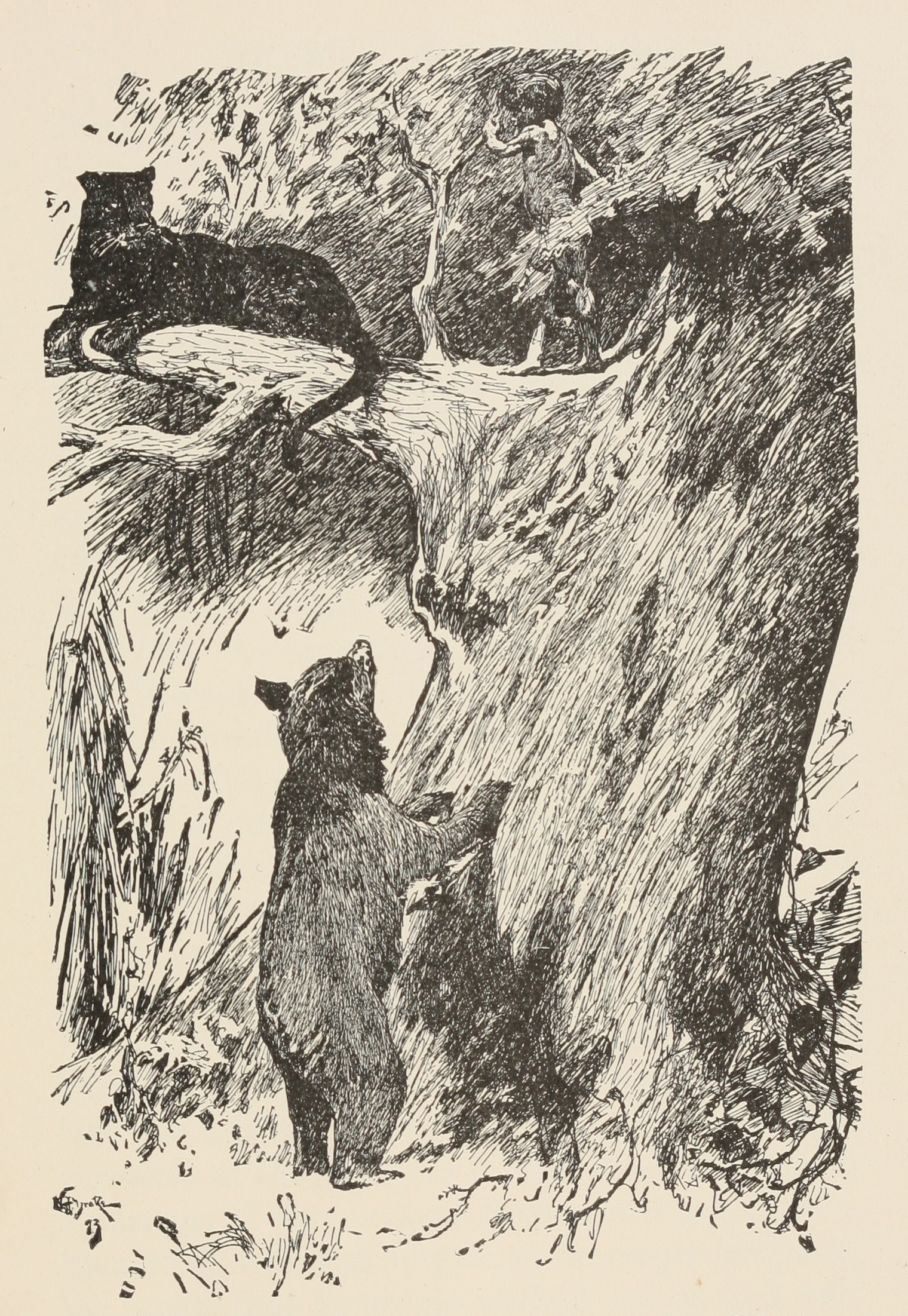
Bagheera, perché dans un arbre, page 23 de l'édition de 1895 du Livre de la jungle.

Bagheera est le nom d'une panthère noire, personnage du roman Le Livre de la jungle (1894) de Rudyard Kipling.

## Dans l'œuvre de Kipling
Bagheera possède « la marque du collier » car il a été capturé par les hommes et s'est ensuite enfui de sa cage à Oodepoore. C'est en souvenir de cette captivité qu'il participe, sur le « rocher du conseil » des loups, au rachat de la vie de Mowgli encore bébé, en offrant un « taureau gras fraîchement tué ».
Bienfaiteur et protecteur de Mowgli, il n'hésite pas à lui faire respecter les principes de la jungle à coups de patte, notamment à la fin de « la chasse de Kaa », pour le punir de son imprudence à fréquenter les singes.
Fier et indépendant, Bagheera doit néanmoins appeler Kaa au secours pendant la bataille contre les singes, se trouvant en passe d'être submergé par le nombre des assaillants.

### Mâle ou femelle?
Dans la traduction de Fabulet et Humières de 1910, Bagheera semble être une femelle qui parle d'elle-même au féminin. Par exemple, page 30 :  «je suis née parmi les hommes», «on m'a nourrie derrière des barreaux», «je suis retournée à ma jungle». Dans la version originale en anglais, en revanche, Bagheera est un mâle à qui on associe le pronom masculin He, par exemple page 78 : «He worked his way» (que Fabulet et Humières traduisent page 87 par «Elle s'ouvrit un chemin»).

## Dans les œuvres Disney
Bagheera est apparu dans le long métrage d'animation Le Livre de la jungle. Le personnage apparaît dans les suites du film : Le Livre de la jungle 2 (2003) et Le Livre de la jungle, souvenirs d'enfance (1996-98).
Bagheera est une panthère noire de sexe masculin, présentée dans l'animation Disney comme plutôt savante, au caractère sérieux, responsable, et sophistiqué, protecteur bienveillant et mentor de Mowgli, tout à fait similaire à celui du roman. Mis à part que dans le roman, Mowgli est beaucoup plus gâté par Bagheera. Dans le film, la panthère réprouve souvent le côté amusant de la vie, critiquant ouvertement le comportement insouciant de Baloo et son amour de la musique (voir la scène avec le roi Louie).
Durant le film, il est contre l'idée de Baloo, qui voudrait faire de Mowgli un habitant de la jungle, un vrai ours, voire son héritier spirituel, car la panthère sait que tant que Shere Khan se trouvera dans la jungle, la jungle ne pourra protéger Mowgli, malgré toutes les tentatives de l'ours pour le protéger.
Il redevient jeune dans la série d'animation télévisée Le Livre de la jungle, souvenirs d'enfance (1996-98).
Comme Mowgli, il est toutefois absent de la série Super Baloo (1990-1991) à l'inverse de Baloo et Shere Khan.

### Interprètes
- Voix originales : Sebastian Cabot (Le Livre de la jungle), Elizabeth Daily et Dee Bradley Baker (Le Livre de la jungle, souvenirs d'enfance), Bob Joles (Le Livre de la jungle 2), Jim Cummings (Adulte dans la version vidéo, intitulée Les Petits Sauvages, de la série Le Livre de la jungle, souvenirs d'enfance)
- Voix allemande : Joachim Cadenbach
- Voix brésiliennes : Ênio Santos (1967), Luiz Motta (1986)
- Voix danoise : Preben Uglebjerg
- Voix françaises : René Arrieu (Le Livre de la jungle), Magali Barney (Le Livre de la jungle, souvenirs d'enfance), Martine Lattore (voix chantée dans Le Livre de la jungle, souvenirs d'enfance), Gabriel Le Doze (Le Livre de la jungle 2), Michel Castelain (Adulte dans la version vidéo, intitulée Les Petits Sauvages, de la série Le Livre de la jungle, souvenirs d'enfance) , Bernard Gabay ( le livre de la jungle 2016 live action ) .
- Voix italienne : Corrado Gaipa
- Voix japonaise : Masao Imanishi
- Voix néerlandaise : Joan Remmelts
- Voix polonaise : Jerzy Kamas

## Autres usages

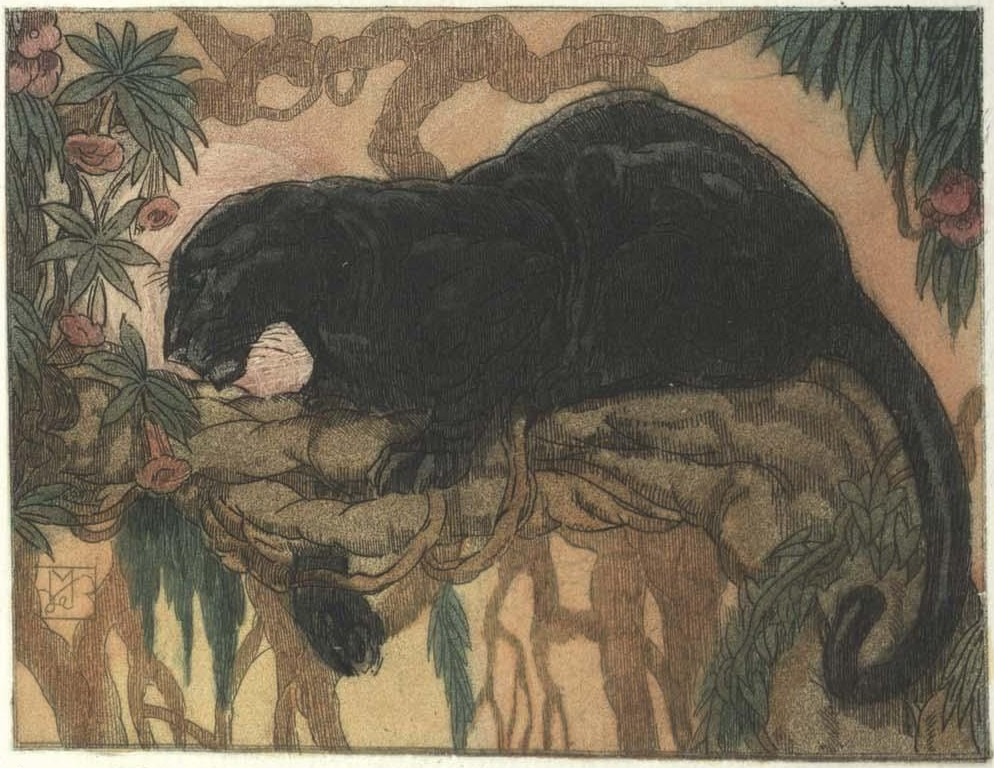
Bagheera, illustration de Maurice de Becque (1924) pour Le Livre de la jungle.

### Littérature
L'album illustré Baghéra et Kytô, histoire pour enfants de 8 à... 80 ans écrit en 1938 par France Pastorelli conte l'histoire de Baghéra « l'arrière-petite-fille de la célèbre Baghéra, de la Jungle ».

### Design et architecture
La Matra-Simca Bagheera est une automobile française, coupé à 3 places, produite entre 1973 et 1980.
«Bagheera» est le nom donné à une villa de la commune d'Anglet, construite par Georges-Henri Pingusson.

### Zoologie
Bagheera kiplingi est une espèce d'araignée sauteuse. C'est la seule araignée herbivore connue. Elle a été vue pour la première fois en Afrique.

### Association
Bagheera est le nom d'une association française loi de 1901 rassemblant les officiers, sous-officiers et engagés volontaires ayant servi au 11ème Choc.

## Source
- (en) The Jungle Book, MacMillan, 1894 (Wikisource anglophone)
- Le Livre de la jungle  (trad. Louis Fabulet et Robert d'Humières) (Wikisource)